# Pradeep Khosla

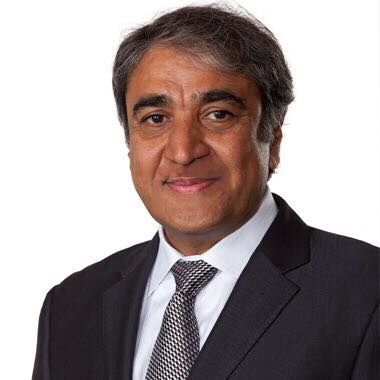
Pradeep Khosla, 2018

Pradeep K. Khosla (* 13. März 1957 in Mumbai) ist ein indisch-US-amerikanischer Informatiker und Elektroingenieur.
Khosla studierte am Indian Institute of Technology in Kharagpur mit dem Bachelor-Abschluss 1980. Danach arbeitete er bei Tata Consulting Engineers und Siemens über Echtzeit-Kontrollsysteme. Anschließend setzte er sein Studium an der Carnegie Mellon University fort, an der er 1984 seinen Master-Abschluss erhielt und 1986 promoviert wurde. Er wurde dort Assistant Professor und später Professor. 2008 wurde er University Professor. Er war Direktor des Carnegie Mellon CyLab und des Institute for Complex Engineered Systems (ICES). 2004 wurde er Dekan des Carnegie Institute of Technology und 2012 Kanzler der University of California, San Diego.
Von 1994 bis 1996 war er von der Universität beurlaubt als Programmmanager der Defense Advanced Research Projects Agency (DARPA) für Echtzeitsysteme, Internetfähige Softwarearchitekture, intelligente Systeme und verteilte Systeme.
Er befasst sich mit Robotik und Echtzeit-Kontrollsystemen, rekonfigurierbarer Echtzeit-Kontrollsoftware. Er arbeitete auch als Berater für Firmen und Venture Capital Gesellschaften sowie Startups.

## Auszeichnungen (Auswahl)
2001 erhielt Khosla den W. Wallace McDowell Award. Weiterhin erhielt er den Lifetime Achievement Award der American Society of Mechanical Engineers und 2012 den Light of India Award. 

## Mitgliedschaften (Auswahl)
Pradeep Khosla ist Fellow der American Association for the Advancement of Science und der Indian Academy of Engineering. Seit 2012 ist er Honorary Fellow der Indian Academy of Sciences, außerdem Fellow der National Academy of Engineering. 2017 wurde er in die American Academy of Arts and Sciences gewählt.